# 徐直军
徐直军 (1967年—) 是一位中国企业家，华为副董事长、轮值董事长。

## 生平
1967年出生于湖南益阳赫山区，毕业于南京理工大学，获博士学位，1993年加入华为。2018年3月23日被选为华为副董事长、轮值董事长。